# Otakar Kroutil
Otakar „Ota“ Kroutil (narozen 31. prosince 1921 – zemřel v roce 1997) byl český kanoista, který na konci 40. a začátku 50. let 20. století soutěžil za Československo. Na mistrovství světa v rychlostní kanoistice 1948 v Londýně získal bronzovou medaili v závodě K-4 na 1000 m.
Kroutil se také zúčastnil dvou letních olympijských her a svůj nejlepší výsledek dosáhl pátým místem v disciplíně K-2 1000 m v Londýně v roce 1948.